# 4768 Hartley
4768 Hartley eller 1988 PH1 är en asteroid i huvudbältet som upptäcktes den 11 augusti 1988 av den amerikanske astronomen Andrew J. Noymer vid Siding Spring-observatoriet. Den är uppkallad efter den brittiske astronomen Malcolm Hartley.
Asteroiden har en diameter på ungefär 34 kilometer.